# Филимоновы
Филимоновы — дворянские роды.
Существует четыре дворянских фамилии Филимоновых:
1. Потомство Михаила Прушанина, выехавшего из Пруссии в начале XIII века. Род внесён в Бархатную книгу. Род угасший.
2. Филимоновы, предки которых служили Российскому Престолу дворянские службы в разных чинах, и жалованы были в 1672 и других годах поместьями (Гербовник. Часть VI. № 100. Смоленская губерния).
3. Иван, Василий и Гурий Филимоновы, находясь в первостатейном купечестве, производили оптовую заграничную торговлю и служили по выборам градского общества. Высочайше утвержденным 27 января 1842 года мнением Государственного Совета, они, Филимоновы, за заслуги предков их, возведены в дворянское достоинство, на которое 6 февраля 1848 года пожалован им диплом (Гербовник. Часть XI. № 71 Курская губерния).
4. Дмитрий Филимонов, надворный советник — дипломный герб пожалован 22 апреля 1860 г.

## Описание гербов
Дворян Смоленской губернии:
Щит, разделённый диагонально к правому верхнему углу золотою полосою, имеет левую сторону зелёного, а нижнюю чёрного цвета, в коих изображён золотой олень, скачущий налево, у которого средина на полосе вид свой переменяет в чёрный цвет. Щит увенчан дворянским шлемом с дворянскою на нём короною и с страусовыми перьями. Намёт на щите зелёный и чёрный, подложенный золотом. Герб внесён в Часть 6 Общего гербовника дворянских родов Всероссийской империи, стр. 100.
Дворян Курской губернии:
В золотом поле червлёный пояс, обременённый тремя золотыми о шести лучах звездами. Щит увенчан дворянскими шлемом и короною. Нашлемник: чёрное орлиное крыло. Намёт червлёный с золотом. Герб внесён в Часть 11 Общего гербовника дворянских родов Всероссийской империи, стр. 71.
Дипломный герб, пожалованный надворному советнику Дмитрию Филимонову:
В голубом щите серебряная подкова шипами вниз. Над ней золотой равноконечный с широкими концами крест, окружённый золотым стенным кругом. Щит увенчан дворянским коронованным шлемом. Нашлемник — встающая борзая вправо с красными глазами и языком. Намёт голубой, подложен справа серебром, слева золотом.

## Известные представители
- Филимонов Яков Яковлевич — стряпчий (1683), стольник (1686-1692)[3].